# Mashta Azar
Mashta Azar (en arabe : مشتى عازار) est un village chrétien situé dans l'ouest de la Syrie. Mashta Azar est l'un des villages de Wadi al-Nasarah, une région au nord de Talkalakh. Il est également une destination estivale populaire et attraction touristique en Syrie.